# 纪尧姆大公储 (卢森堡)
纪尧姆大公储（1981年11月11日—），全名纪尧姆·让·约瑟夫·马里（Guillaume Jean Joseph Marie），现任卢森堡攝政王，大公储，拿骚王储，波旁-帕尔玛王子。出生于大公爵夫人夏洛特婦產醫院，是卢森堡第六任大公亨利大公的长子。妻子為比利时貴族史蒂芬妮·德·蘭諾。

## 生平
紀堯姆在1981年11月11日生於盧森堡市的夏洛特大公婦產科醫院，是亨利大公和瑪麗特麗莎大公夫人的長子。他的名字來自其叔叔，共有三弟一妹，分別是路易斯王子、費德克斯王子、塞巴斯蒂安王子和亞歷山德拉公主，
他早年在盧森堡的私人天主教會學校讀書，後來就讀瑞士的兩所私立學校以及桑德赫斯特皇家军事学院，再於英國接受高等教育。
2000年，父親亨利成為大公，紀堯姆被納為大公儲。
2012年，紀堯姆大公儲和比利時貴族菲利普伯爵的小女兒史蒂芬妮女伯爵結婚。
2020年，長子夏爾王子於盧森堡市的大公夏洛特夫人婦產科醫院出生。
2023年，次子法蘭索瓦王子於盧森堡市的大公夏洛特夫人婦產科醫院誕生。
2024年6月23日，即大公官方生日當天，亨利大公宣布纪尧姆大公储將會自2024年10月8日擔任盧森堡國家副代表（攝政王），他將承繼其父親的大部分憲法權力，是盧森堡傳統上退位程序的第一步。待亨利大公正式退位時，他將繼位為纪尧姆五世（Guillaume V）。

## 荣誉

### 卢森堡勋章奖章
- 拿骚王室金狮勋章（英语：Order of the Gold Lion of the House of Nassau）

### 外国勋章奖章
- 阿维斯大十字勋章（葡萄牙語：Ordem Militar de Avis）（葡萄牙，2017年5月23日公布[3]）